# 瑞宝章
瑞宝章（ずいほうしょう、英: Orders of the Sacred Treasure）は、日本の勲章の一つ。

## 概要

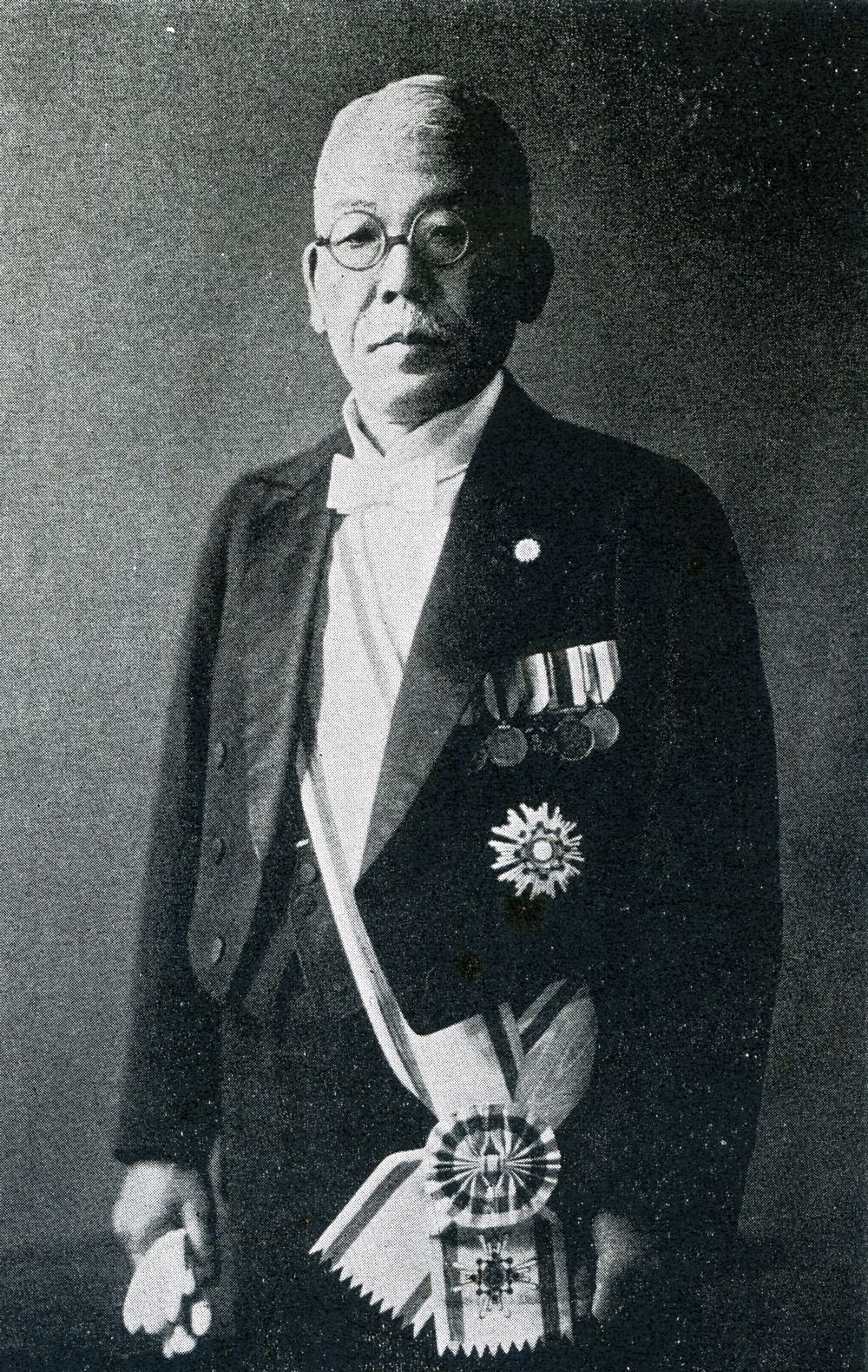
勲一等瑞宝章を佩用した秋田清

瑞宝章は、「勲章増設の詔」（明治21年1月4日詔）により大勲位菊花章頸飾ならびに勲一等旭日桐花大綬章、および女性を授与対象とした宝冠章（5等級後に8等級）とともに増設された勲章であり、同日の「各種勲章等級ノ製式及ヒ大勲位菊花章頸飾ノ製式」（明治21年1月4日勅令第1号）により勲一等から勲八等までの8等級が制定され、「各種勲章及大勲位菊花章頸飾図様」（明治21年11月25日閣令第21号）によってその意匠等が定められた。それ以前は男性を授与対象とした大勲位菊花大綬章および旭日章（8等級）しかなく、制定当時は瑞宝章も男性のみが授与対象とされていたが、「婦人ノ勲労アル者ニ瑞宝章ヲ賜フノ件」（大正8年勅令第232号、 原文）によって女性にも等しく授与されるようになった。平成15年5月20日閣議決定（勲章の授与基準）により、勲等が数字で表示されていたものが瑞宝大綬章、瑞宝重光章、瑞宝中綬章、瑞宝小綬章、瑞宝双光章、瑞宝単光章と名称表記に改められるとともに、勲七等と勲八等が廃止され、6等級とされた。
瑞宝章は、「国家又ハ公共ニ対シ積年ノ功労アル者」に授与すると定められ（勲章制定ノ件3条1項）、具体的には「国及び地方公共団体の公務」または「公共的な業務」に長年にわたり従事して功労を積み重ね、成績を挙げた者を表彰する場合に授与される（「勲章の授与基準」）。
平成15年（2003年）に行われた栄典制度改正、同年制定の「各種勲章及び大勲位菊花章頸飾の制式及び形状を定める内閣府令（平成15年内閣府令第54号）」により、「勲○等に叙し瑞宝章を授ける」といった勲等と勲章を区別する勲記および叙勲制度から、「瑞宝○○章を授ける」という文章に改正された。なお、改正時の政令附則により、改正前に授与された者は改正後も引き続き勲等・勲章とを分けた状態で有しているものと扱われる。
明治25年（1892年）7月19日、広瀬宰平（住友総理事）、渋沢栄一（第一銀行頭取）、古河市兵衛（足尾銅山経営者）、伊達邦成（北海道開拓者）の4人が、「民間人」として初めて勲四等瑞宝章を受章した。それまで、勲章は国家のために尽くした者、つまり官吏にしか授けられなかったが、同年賞勲条例が改正され、民間人でも国家のために尽くした者には授与されることとなった。

## 意匠

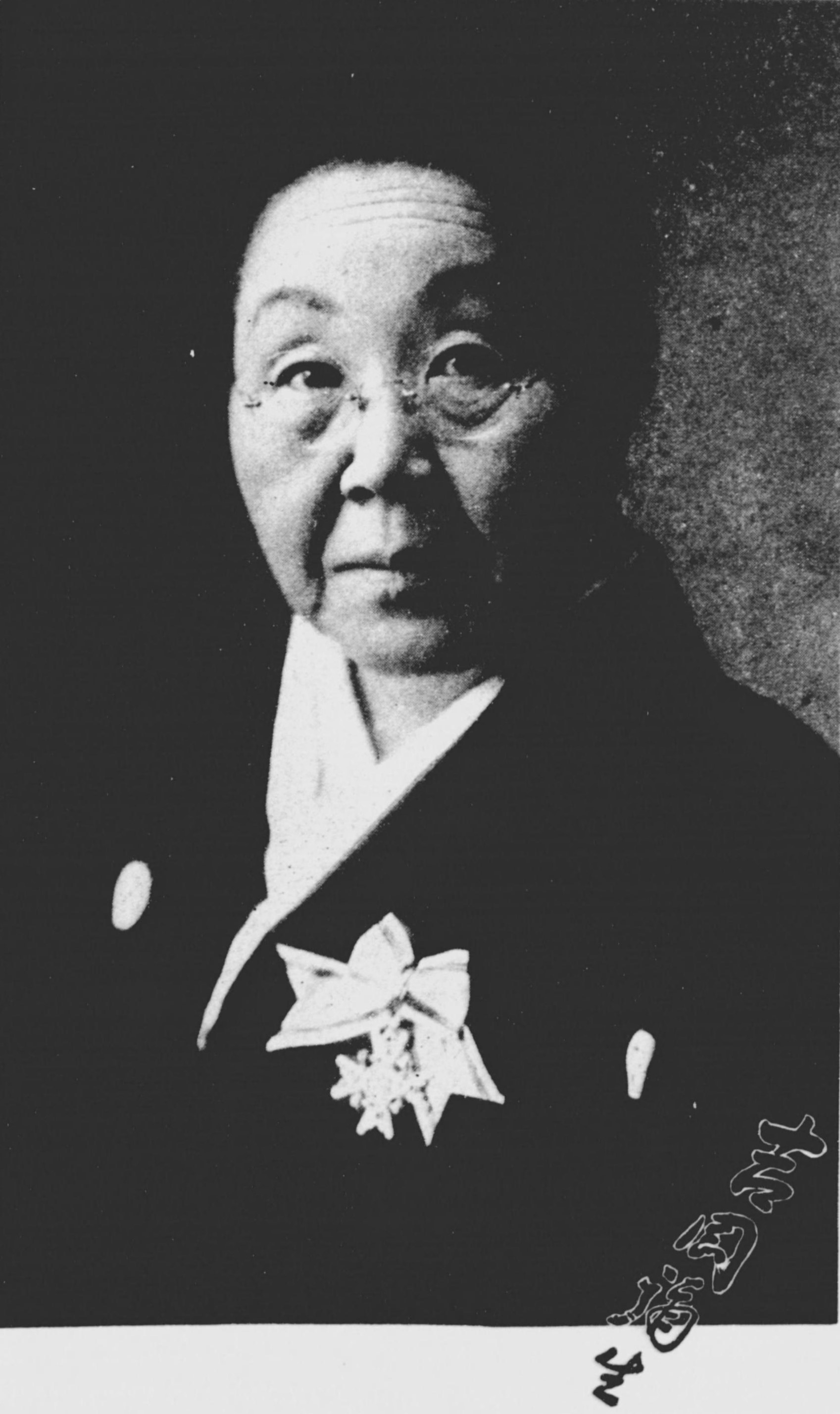
勲五等瑞宝章を佩用した1941年（昭和16年）頃の吉岡彌生。綬は女性用の蝶結状の小綬（2003年の制度改正で廃止）

章のデザインは、宇摩志麻遅命が神武天皇に奉った瑞宝（十種神宝）に基づいているとされるが、実際は伊勢神宮の御神体である鏡をモチーフにしていると言うのが一般的な見解である。章の中央部に、青色七宝に浮くように鏡のモチーフが浮き出して取り付けられ、連珠が丸く囲む。その外側は四方に伸びる光線が白七宝によって施され、中央の鏡のモチーフを囲む部分には赤の連珠が配される。基本的にご神体である鏡に強く光が当たった状態をデザインに起こしていると言って良い。デザインは勲一等から勲六等までは基本的に同一であるが、等級により金鍍金の施される範囲や章の大きさが異なる。また大綬章（勲一等）の副章と重光章（勲二等）の正章のみ、外側に伸びる光線は八方である。かつて制定されていた七等と八等の正章の意匠は光線が省略され、連珠で八芒星をかたどった地板を七等は金、八等は銀として、中央に鏡を据えるものであった。
綬は（淡藍）藍の織り地に黄の双線と定められているが、時代によって色味には非常にバラツキがある。明治の制定時には公文書の定めに等しく「淡藍地（極めて薄い灰青色）に黄の双線」であったが、大正時代の一時期には綬は染料の経年変化により「淡藍地に桃色双線」になる綬が採用されていた。大正末期から太平洋戦争末期頃に掛けては、靖国神社に展示されている物のように織り地の「淡藍」が非常に濃く、金鵄勲章と見まごうばかりの灰緑の物も存在していた。戦後は元の通り、極淡い淡藍の地に黄色の双線に戻り、栄典制度改訂まではそのままの色味であった。また制度改訂まで、女性に授与する場合は、勲三等以下の綬は勲二等以下の宝冠章と同様に蝶結状の小綬で統一され、左胸に佩用することが定められていた。
全ての瑞宝章は章の裏面に「勲功旌章」の刻印が施される。

旧勲六等瑞宝章
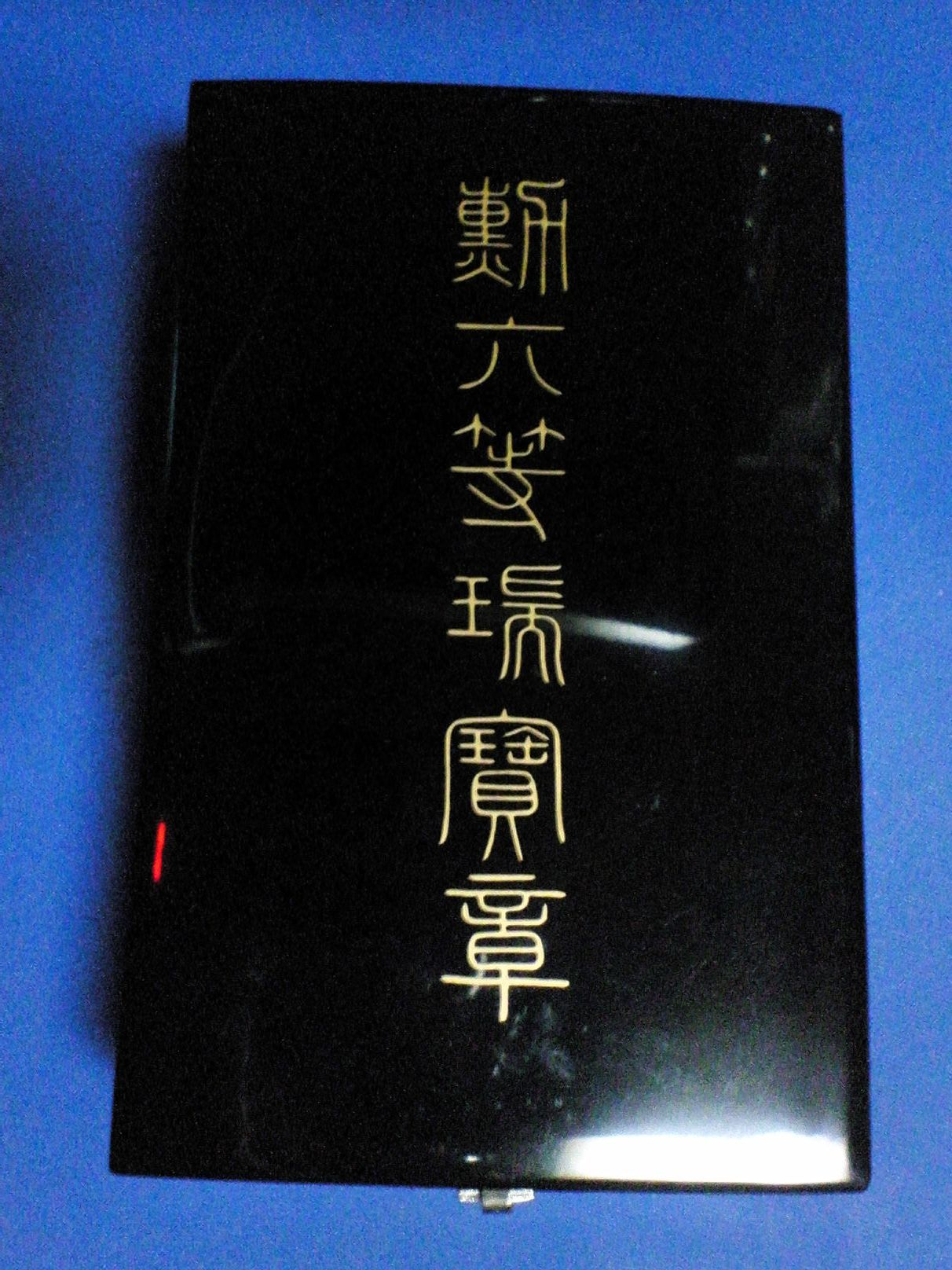
勲六等瑞宝章用の箱
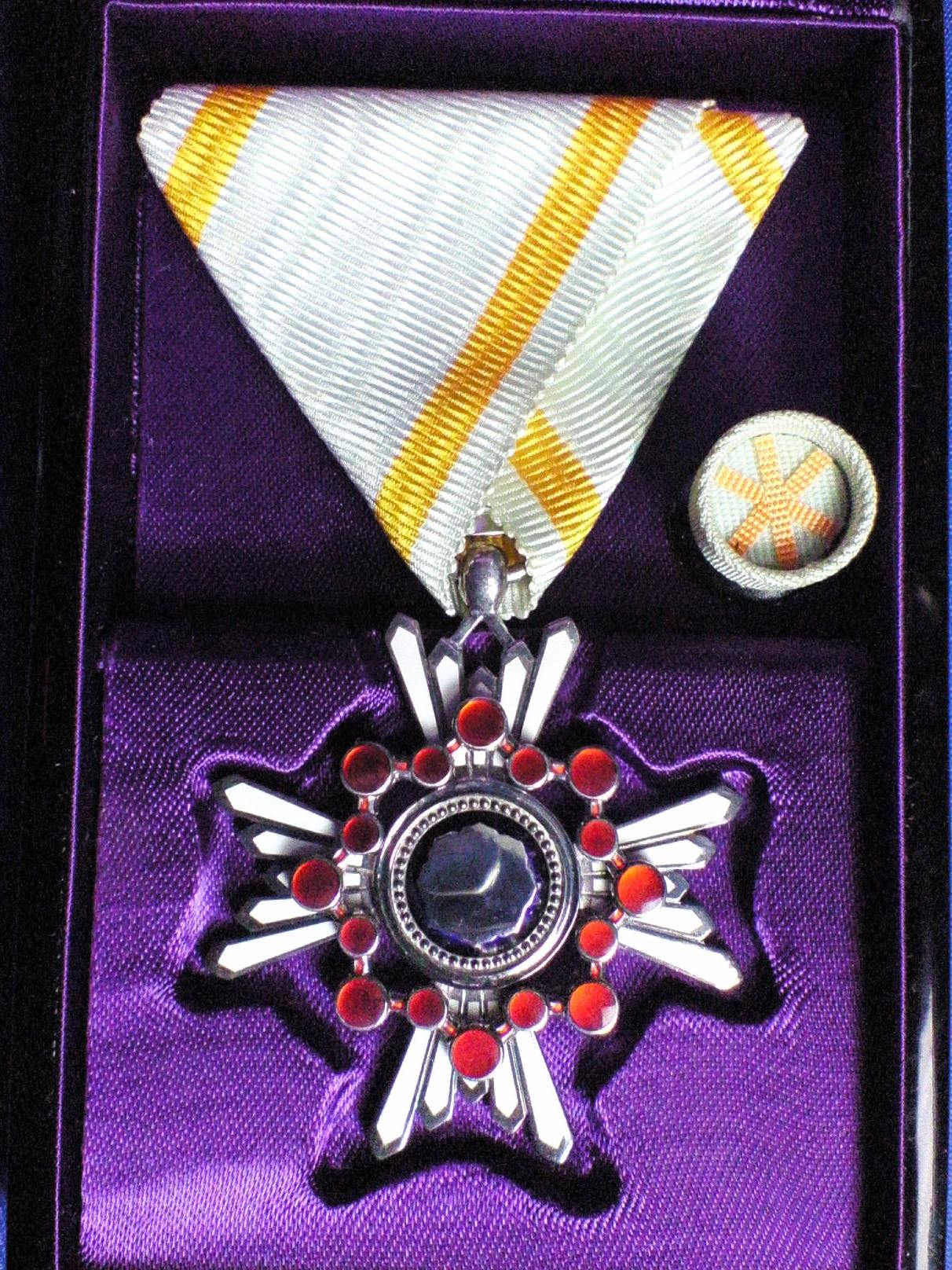
勲六等瑞宝章
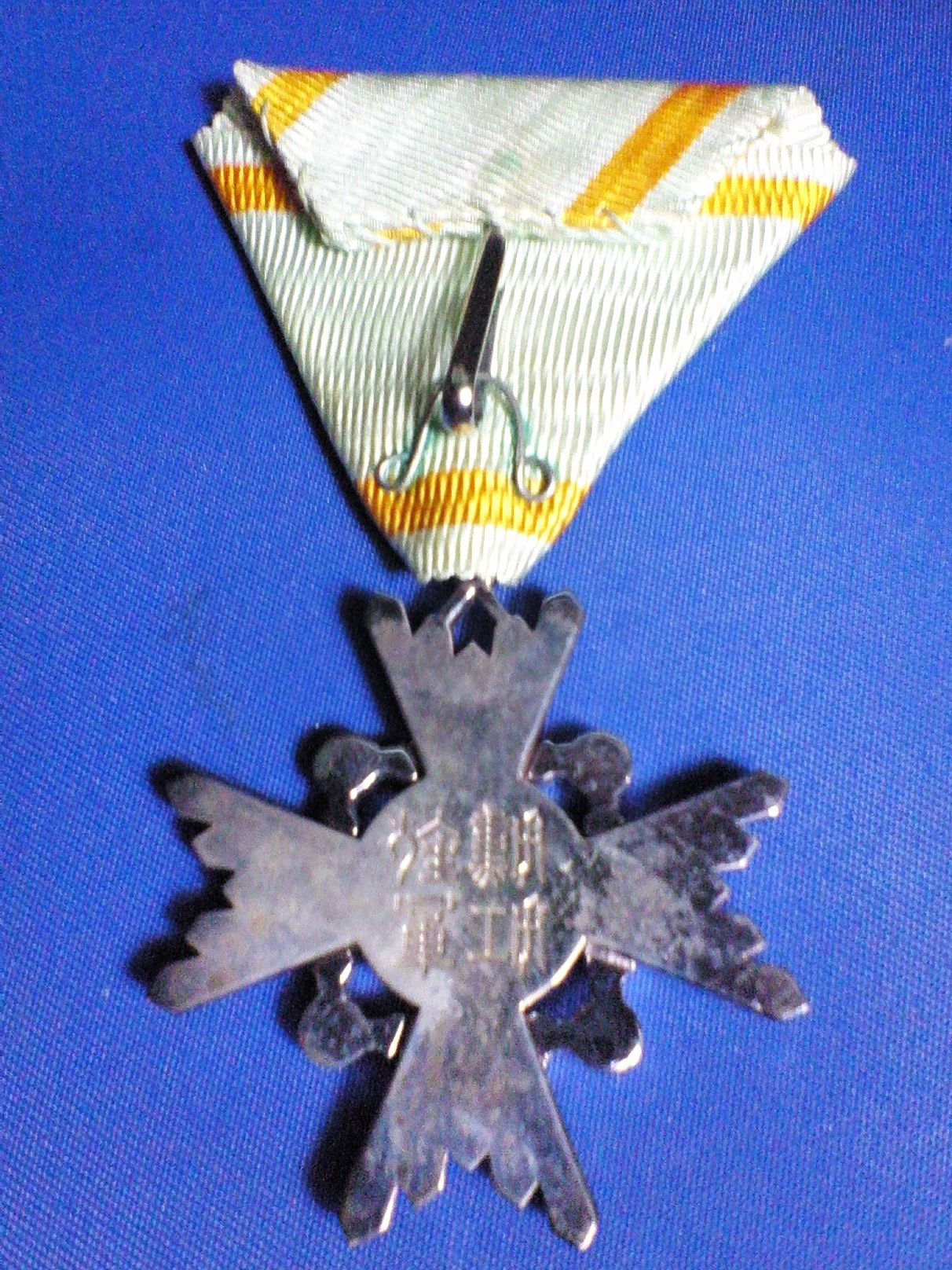
勲六等瑞宝章裏面
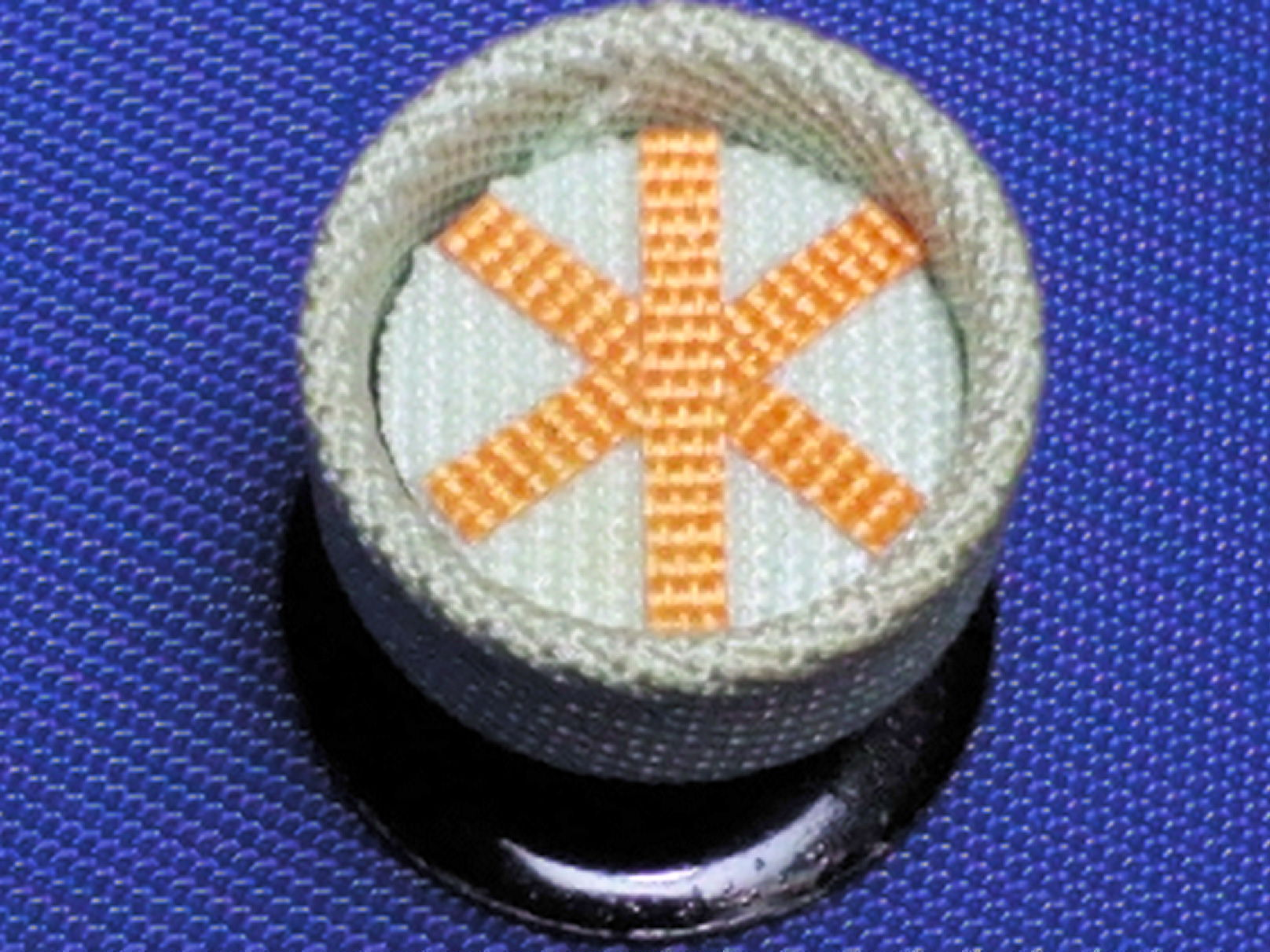
勲六等瑞宝章略綬
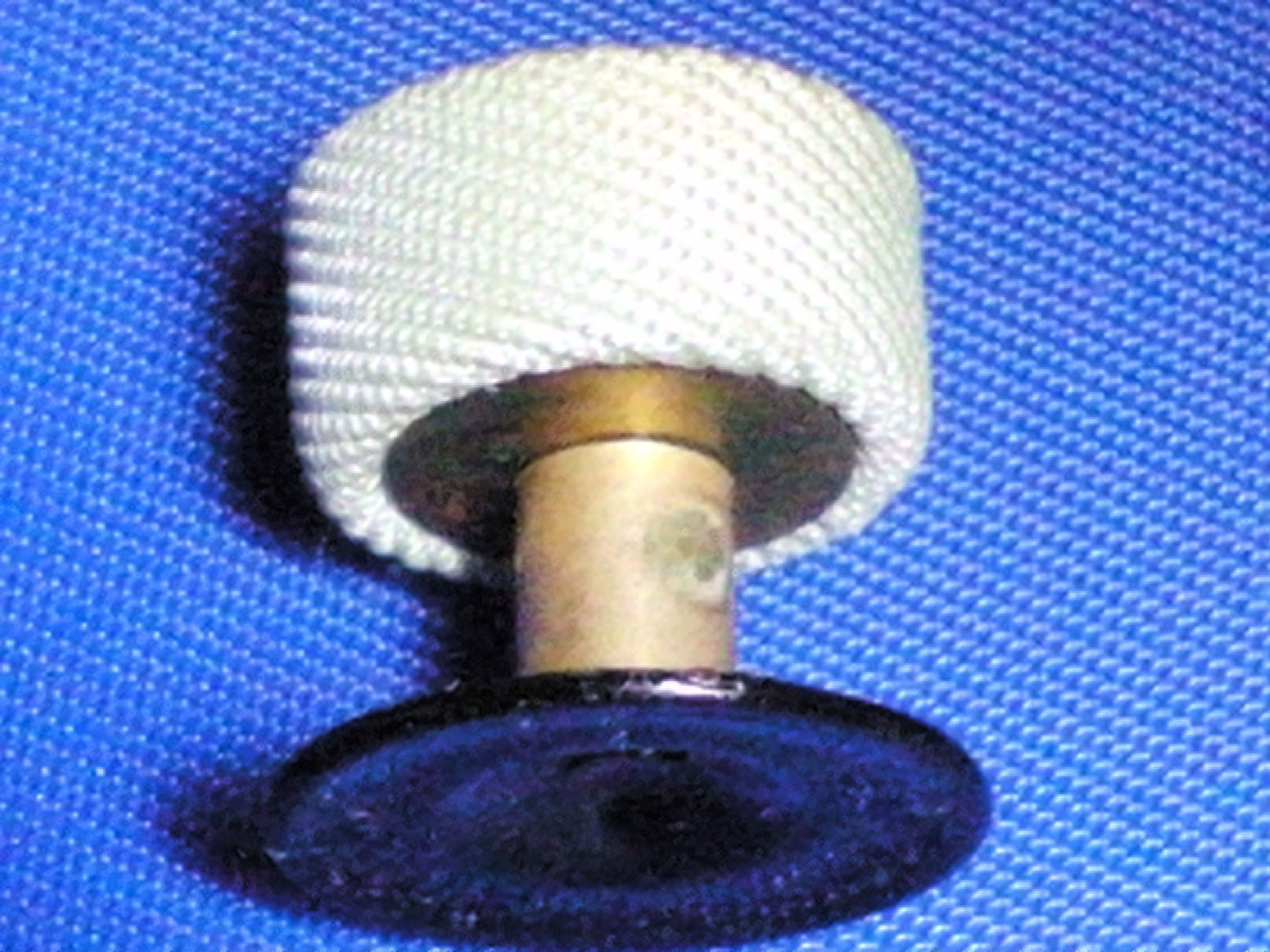
勲六等瑞宝章略綬裏面

### 栄典制度改正による意匠の変更

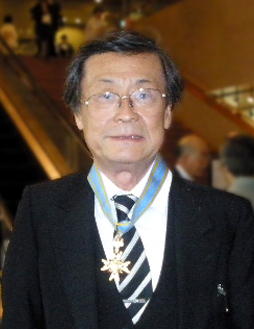
瑞宝中綬章を佩用した菅原寛孝

瑞宝章は、各種勲章及び大勲位菊花章頸飾の制式及び形状を定める内閣府令（平成15年内閣府令第54号）の施行に伴い、大きく意匠が変更された。まず、それまで旭日章の格下であった瑞宝章を同章と同格に昇格させるにあたり、勲章の体型（正章・副章などのセット）が旭日章と完全に同等に改められた。これにより瑞宝重光章は新たに瑞宝中綬章の正章を副章として持つこととなった。加えて同時に全ての勲章に、旭日章と同形である桐紋の鈕（ちゅう・綬と章をつなぐ金具）が備えられることとなり、また赤色連珠の固定も、これまでのカシメ留めではなく、プラスネジによる固定となった。
綬の色も変更され、それまでの「淡藍に黄の双線」が「藍の地に黄の双線」に改められた。「藍」といっても比較的薄いもので、縹色（皇室の瑞祥の色として用いられている日本の伝統色）や水色に近い。綬の結び方も従来は性別で異なっていたが、栄典制度改正を機に男性用の方式に統一された。
高位勲章の調製は完成までに時間がかかるため、制度改正による意匠や細部の造りの変更が間に合わない場合がある。そのため、瑞宝章においては大綬章の副章ならびに重光章の正章が法令の許容範囲内で旧制度の在庫品から授与されていった。平成20年頃より完全な新制度版の物に切り替わり、裏面の佩用ピンが以前の縦方向に差し込む物で無く、横方向に向いてそのまま礼服の生地に差し込めるブローチピンのような形態に変更された。　また裏面も以前の鏡面仕上げから梨地仕上げに変更され、赤い連珠の部品は以前の4個のネジ留めから2個のネジ留めに変更された。

## 名称と等級
現行の瑞宝章の名称を、旧制度下の名称を添えて以下に示した。
| 現行の名称（下行は英訳名）・画像                                                                     | 旧制度下の名称・画像                                         | 改正の要点                                                                                     |
| --- | ------------------------------------------------------------ | ---------------------------------------------------------------------------------------------- |
| 瑞宝大綬章 Grand Cordon of the Order of the Sacred Treasure 正章（上）・副章（右下）・略綬（左下）   | 勲一等瑞宝章 正章（上）と副章（下）                          | 名称から「勲一等」を除き、等級を旭日章にならい「大綬章」で示す正章に鈕を加える                 |
| 瑞宝重光章 The Order of the Sacred Treasure, Gold and Silver Star 正章（左）・副章（右）・略綬（中） | 勲二等瑞宝章 正章（右）と略綬（右上）                        | 名称から「勲二等」を除き、等級を旭日章にならい「重光章」で示す副章（瑞宝中綬章正章）を新設する |
| 瑞宝中綬章 The Order of the Sacred Treasure, Gold Rays with Neck Ribbon 正章（右）と略綬（左）       | 勲三等瑞宝章 正章（右）と略綬（右上） （右下は軍人用の細綬） | 名称から「勲三等」を除き、等級を旭日章にならい「中綬章」で示す正章に鈕を加える                 |
| 瑞宝小綬章 The Order of the Sacred Treasure, Gold Rays with Rosette 正章（右）と略綬（左）           | 勲四等瑞宝章 正章（右）と略綬（右上）                        | 名称から「勲四等」を除き、等級を旭日章にならい「小綬章」で示す正章に鈕を加える                 |
| 瑞宝双光章 The Order of the Sacred Treasure, Gold and Silver Rays 正章（右）と略綬（左）             | 勲五等瑞宝章 正章（右）と略綬（右上）                        | 名称から「勲五等」を除き、等級を旭日章にならい「双光章」で示す正章に鈕を加える                 |
| 瑞宝単光章 The Order of the Sacred Treasure, Silver Rays 正章（右）と略綬（左）                      | 勲六等瑞宝章 正章（右）と略綬（右上）                        | 名称から「勲六等」を除き、等級を旭日章にならい「単光章」で示す正章に鈕を加える                 |
| なし                                                                                                 | 勲七等瑞宝章 正章（右）と略綬（右上）                        | 廃止                                                                                           |
| なし                                                                                                 | 勲八等瑞宝章 正章（右）と略綬（右上）                        | 廃止                                                                                           |

## 授与基準
- 「勲章制定ノ件」（明治8年太政官布告第54号）によれば、瑞宝大綬章、瑞宝重光章、瑞宝中綬章、瑞宝小綬章、瑞宝双光章、及び瑞宝単光章は「国家又ハ公共ニ対シ積年ノ功労アル者」に授与される。
- 閣議決定により定められた「勲章の授与基準」[2]によれば、瑞宝章は、「国及び地方公共団体の公務又は次の各号に掲げる公共的な業務に長年にわたり従事して功労を積み重ね、成績を挙げた者を表彰する場合に授与する」とされている。同規定中の「次の各号」とは、以下の通り。
  1. 学校において教育又は研究に直接携わる業務
  2. 各種施設において社会福祉に直接携わる業務
  3. 医療又は保健指導に直接携わる業務
  4. 調停委員、保護司、民生委員など国又は地方公共団体から委嘱される業務
  5. 著しく危険性の高い業務
  6. 精神的又は肉体的に著しく労苦の多い環境における業務
  7. 前各号に掲げるもののほか、人目に付きにくい分野における業務
- 授与する勲章は、その者の果たした職務の複雑度、困難度、責任の程度等について評価を行い、特に重要と認められる職務を果たし成績を挙げた者に対しては瑞宝重光章以上、重要と認められる職務を果たし成績を挙げた者に対しては瑞宝小綬章以上、その他の職務を果たし成績を挙げた者に対しては瑞宝単光章以上とする。
- 瑞宝章の授与は、形式的な職務歴により等しく行うものではなく、他の模範となる成績を挙げた者に対象を限り行うものとする。
- 一般行政事務に長年従事し成績を挙げた者のうち次の各号に掲げる者に対して授与する勲章は、それぞれ当該各号に掲げるものを標準とし、その他の者に対してはこれらの者との均衡を考慮して相当と認められる勲章を授与するものとする。なお、その者の功労全体を総合的に評価して、より上位の勲章の授与を検討することができるものとする。
  - ア　事務次官の職を務めた者　瑞宝重光章
  - イ　内部部局の長の職を務めた者　瑞宝中綬章
  - ウ　本府省の課長の職を務めた者　瑞宝小綬章
- 一般行政事務以外の国又は地方公共団体の公務等に長年従事し成績を挙げた者に対しては、前号に準じて相当と認められる勲章を授与するものとする。
- 勲章の授与に必要とされる職務従事期間は、その職務の重要度等を考慮し、適正に調整するものとする。

## 運用

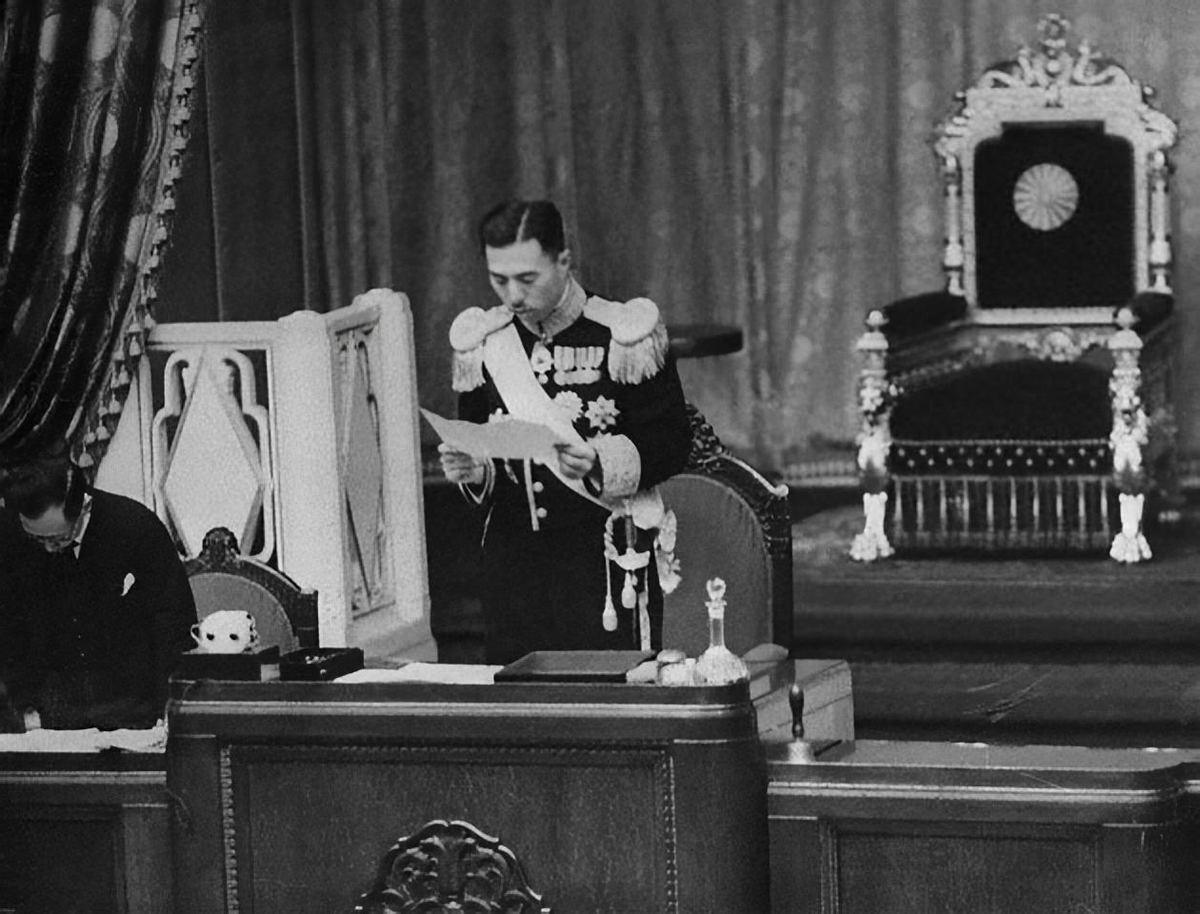
勲一等瑞宝章を佩用して貴族院本会議に臨む近衛文麿

旧制度下においては勲等の序列は旧来の宮中席次に則り、上位から旭日章、宝冠章、瑞宝章の順に、同じ勲等の中では最も下位に位置づけられていた。その序列において、瑞宝章とその上位の宝冠章の格差は、宝冠章とその上位の旭日章の格差よりも大きいとみなされており、瑞宝章の各等級は旭日章と宝冠章に比べて半等級下位とみなされ、勲一等瑞宝章は旭日章と宝冠章の勲一等と勲二等の中間、勲二等瑞宝章は旭日章と宝冠章の勲二等と勲三等の中間に位置付けられていた。
しかし2003年（平成15年）、栄典制度の抜本的改革にあたり、栄典制度の男女公平化によって旭日章、桐花章、菊花章が女性にも等しく開放されることとなり、瑞宝章もこれまでとはその栄典の性質を変化させた。栄典制度改正により瑞宝章は旭日章と同格になり、瑞宝章は旧制度下での旭日章と宝冠章の下位の勲章という位置づけから、国家に対する貢献の質の違いで旭日章（「勲績アル者」に授与）と瑞宝章（「積年ノ功労アル者」に授与）のそれぞれの意義の明確化が図られることになった。すなわち、旭日章が「国家や公共への功労」という観点を重視して授与されるのに対し、瑞宝章は「公務か公務に準ずる公共的な業務への長年の奉仕」という観点を重視して授与されるように、より明確化されたのである。その国家に対する貢献と言う観点での質的な違いをより正確にいうと、旭日章の授章基準が“国家または公共に対し功労がある者の内、功績の内容に着目し、顕著な功績を挙げた者”であるのに対し、瑞宝章の授章基準は“国家または公共に対し功労があり、公務等に長年従事し、成績を挙げた者”である。

### 外国人に対する儀礼的叙勲での運用
瑞宝章が儀礼叙勲で用いられることは少ないが、国賓の来日や皇族の外遊などの際に同席する、「広義のロイヤルファミリーとして一般に認知されているが、個人としては公式な王族の身位を所持しない者」や「準王族・元王族」といった身位の者に対して大綬章（勲一等）が贈られてきた例がある。タイのソムサワリ元皇太子妃や、オランダのマルフリート王女（ベアトリクス女王の妹）の夫ピーター・ファン・フォレンホーフェン（英語版）などにその例を見ることが出来る。
珍しい例としては、明仁上皇が皇太子時代に美智子妃を伴ってマレーシアを公式訪問した際に、接遇にあたった「前国王の令息の妃」に対して儀礼叙勲として勲一等瑞宝章を贈与している。通常、女性王族であれば勲一等宝冠章が与えられるところであるが、マレーシアの国王は複数のスルタン家の中から任期を指定して輪番制で選ばれる。このため「正式な王家・王族」の定義が時期によって変わり、身位の定義が難しかった。そこで日本国政府の下した判断が、勲一等瑞宝章の贈与であった。
その他著名人の例としては、1937年 - 1955年の間に3度訪日し、1968年に他界した活動家ヘレン・ケラーへ勲一等瑞宝章が贈られている。

### 皇族に対する叙勲

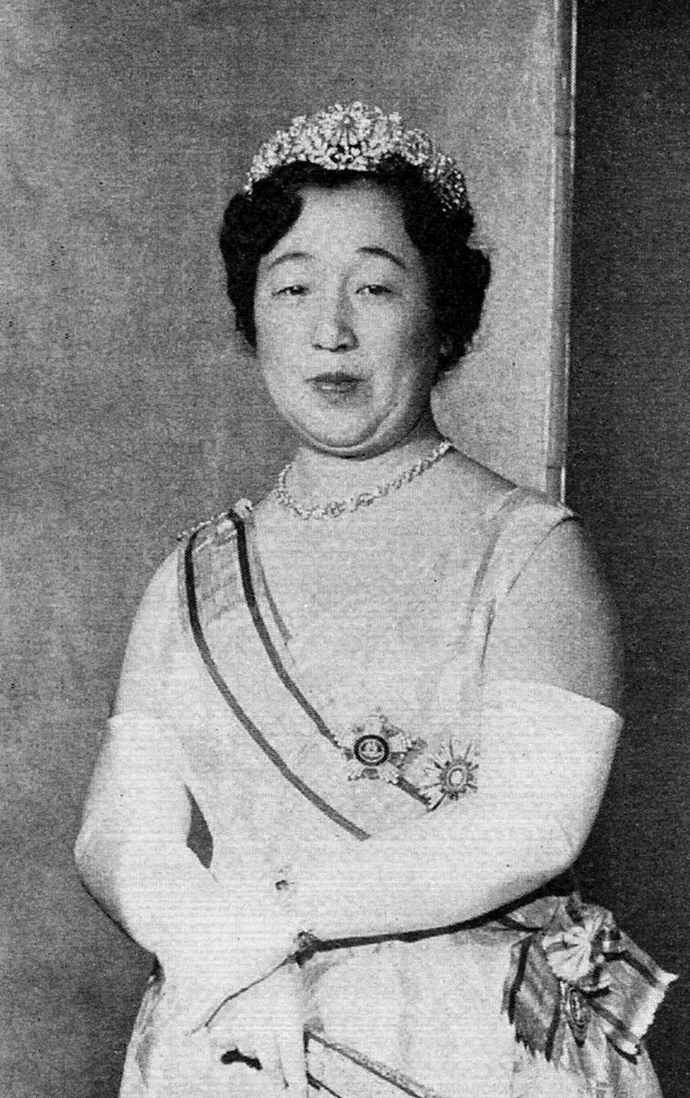
勲一等宝冠章および勲一等瑞宝章を佩用した香淳皇后

皇族叙勲については、皇族の初叙が、男性は桐花章以上、女性は宝冠牡丹章以上であるため、単独で瑞宝章を授与された例は無い。
しかし例外として、香淳皇后は勲一等宝冠章と共に勲一等瑞宝章も所持していた。多くの写真でその佩用された姿が残っているが、この瑞宝章の副章は勲一等宝冠章とほぼ同じ直径を持つ特製の小型なものであった。貞明皇后も非常に数が少ないながら同様の小型な瑞宝章を佩用している写真が残っている。勲二等以上の瑞宝章は一般女性も授章しているが、その際に授与されるのは通常の男性用の物と同じ大きさであるため、上記のような小型の副章は貞明皇后および香淳皇后にのみ確認される。
これら皇族に対する瑞宝章は天皇から親授されているのか、もしくは宝冠章の項目で述べているような、天皇の即位に伴って皇后としての自らの佩用であるのかは不明である。この例以外で皇族が瑞宝章を受章した記録は無い。
大勲位菊花大綬章の項目で述べている、菊花章授章による同時拝受により勲一等瑞宝章を賜った者は、公式な瑞宝章の受章者には数えられない。